# Jasmila Žbanić
Jasmila Žbanić (pronunciación en bosnio: [jasmǐla ʒbǎːnitɕ]; Sarajevo, 19 de diciembre de 1974) es una directora de cine, guionista y productora bosnia, conocida sobre todo por haber dirigido y escrito el guion de la película bosnia de 2020 Quo Vadis, Aida? que le valió nominaciones para un Premio de la Academia a la Mejor Película en Lengua Extranjera, un Premio BAFTA a la Mejor Película en otro idioma y un Premio BAFTA a la Mejor Directora.
Está considerada como una de los mejores directoras y guionistas bosnias y también una de los mejores del sudeste de Europa.

## Biografía
Žbanić nació en Sarajevo en 1974, de padres bosnios. Žbanić asistió a escuelas locales antes de asistir a la Academia de Artes Escénicas de Sarajevo, donde se licenció. Trabajó durante un tiempo en los Estados Unidos como titiritera en el Bread and Puppet Theatre con sede en Vermont y como payaso en un taller de Lee De Long. En 1997, fundó la asociación de artistas "Deblokada" y comenzó a realizar documentales y cortometrajes.

## Trayectoria
Después de su regreso a Bosnia y Herzegovina, fundó la asociación de artistas "Deblokada" (que significa "desbloqueo"). A través de Deblokada, Žbanić escribió y produjo muchos documentales, obras de arte en video y cortometrajes. Su trabajo se ha visto en todo el mundo, se ha proyectado en festivales de cine y se ha mostrado en exposiciones como el Manifesta 3 en Eslovenia en 2000, el Kunsthalle Fridericianum en Kassel en 2004 y la Bienal de Estambul en 2003. Desde entonces ha realizado largometrajes de gran acogida.

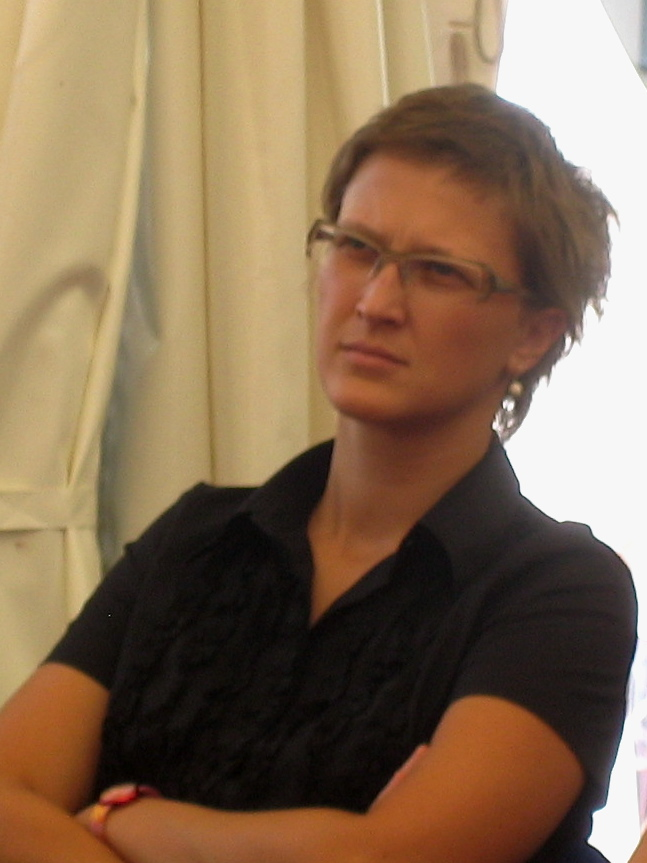
Žbanić en el Festival de Cine de Sarajevo en agosto de 2007

El largometraje de 2006 de Žbanić Grbavica, ganó el Oso de Oro en el 56.º Festival Internacional de Cine de Berlín, el Gran Premio del Jurado en el Festival Internacional de Largometrajes en 2006, y fue galardonado con el premio a Mejor Película Europea y Mejor Actriz Europea en 2006. Su película de 2010 Na putu (En el camino), que explora la relación de una pareja joven que vive en Sarajevo, se proyectó en el 60.º Festival Internacional de Cine de Berlín.
La película de drama bélico de 2020 de Žbanić Quo Vadis, Aida? ganó el Premio del Público en el 50° Festival Internacional de Cine de Rotterdam, el Premio a la Mejor Película Internacional en el Festival de Cine de Gotemburgo de 2021, participó en el 77° Festival Internacional de Cine de Venecia y ha sido nominada a Mejor Película Internacional en el 36° Premios Independent Spirit. Además, en marzo de 2021, la película fue nominada a Mejor película de habla no inglesa y Žbanić fue nominada a Mejor directora en la 74.a edición de los Premios de Cine de la Academia Británica. El 15 de marzo de 2021, la película de Žbanić fue nominada a Mejor Largometraje Internacional en los 93 Premios de la Academia.

## Temas y personajes
Žbanić reconoce que sus películas tratan principalmente sobre la gente de Bosnia y Herzegovina. Dice que usa la película para explorar problemas y asuntos relacionados con su vida. Sabe que se enfrenta a altos estándares cinematográficos en competencia con el poder de otras cinematografías regionales. Žbanić se esfuerza por crear personajes que no sean solo "en blanco y negro", ya que las personas reales no son tan simples. No crea personajes que son santos y héroes estrictos, sino que pueden ser débiles y también valientes y tolerantes. En 2017, Žbanić firmó la Declaración sobre la lengua común de croatas, serbios, bosnios y montenegrinos.

## Filmografía

### Cine
| Año  | Película                        | Directora | Guionista | Productora | Tomates Podridos | Metacritic |
| ---- | ------------------------------- | --------- | --------- | ---------- | ---------------- | ---------- |
| 1995 | Autobiografija                  | Sí        | Sí        | No         |                  |            |
| 1997 | Poslije, poslije                | Sí        | Sí        | No         |                  |            |
| 1998 | Noć je, mi svijetlimo           | Sí        | Sí        | Sí         |                  |            |
| 1998 | Ljubav je...                    | Sí        | Sí        | No         |                  |            |
| 2000 | Red Rubber Boots                | Sí        | Sí        | Sí         |                  |            |
| 2003 | Sjećaš li se Sarajeva           | Sí        | Sí        | No         |                  |            |
| 2003 | Images from the Corner          | Sí        | Sí        | No         |                  |            |
| 2004 | Birthday                        | Sí        | Sí        | No         |                  |            |
| 2006 | Grbavica                        | Sí        | Sí        | No         | 98%              | 71%        |
| 2010 | On the Path                     | Sí        | Sí        | No         |                  |            |
| 2013 | For Those Who Can Tell No Tales | Sí        | Sí        | Sí         |                  |            |
| 2014 | One Day in Sarajevo             | Sí        | No        | Sí         |                  |            |
| 2014 | Love Island                     | Sí        | Sí        | No         |                  |            |
| 2017 | Men Don't Cry                   | No        | No        | Sí         |                  |            |
| 2020 | Quo Vadis, Aida?                | Sí        | Sí        | Sí         | 100%             | 97%        |

### Televisión
| Año  | Trabajo        | Directora | Guionista | Productora | Notas      |
| ---- | -------------- | --------- | --------- | ---------- | ---------- |
| 2023 | The Last Of Us | Sí        | No        | No         | 1 episodio |

## Premios
| Año  | Asociación                                 | Categoría                                | Obra                   | Resultado  | Ref.   |
| ---- | ------------------------------------------ | ---------------------------------------- | ---------------------- | ---------- | ------ |
| 1998 | Festival de Cine de Sarajevo               | Premio especial                          | Noć je, mi svijetlimo  | Ganadora   | [ 18 ] |
| 2003 | ZagrebDox                                  | Gran sello                               | Images from the Corner | Ganadora   | [ 18 ] |
| 2006 | Festival Internacional de Cine de Berlín   | Oso de oro                               | Grbavica               | Ganadora   | [ 18 ] |
| 2006 | Festival Internacional de Cine de Berlín   | Premio del jurado Ecuménico              | Grbavica               | Ganadora   | [ 18 ] |
| 2006 | Festival Internacional de Cine de Berlín   | Premio de Cine por la Paz                | Grbavica               | Ganadora   | [ 18 ] |
| 2010 | Festival Internacional de Cine de Berlín   | Oso de oro                               | On the Path            | Nominada   | [ 18 ] |
| 2020 | Festival Internacional de Cine de Venecia  | León de Oro                              | ¿Quo Vadis, Aida?      | Nominada   | [ 18 ] |
| 2021 | Festival Internacional de Cine de Róterdam | Premio del público                       | ¿Quo Vadis, Aida?      | Ganadora   | [ 18 ] |
| 2021 | Festival de Cine de Gotemburgo             | Premio a la mejor película internacional | ¿Quo Vadis, Aida?      | Ganadora   | [ 18 ] |
| 2021 | Premios Independent Spirit                 | Mejor película internacional             | ¿Quo Vadis, Aida?      | En proceso | [ 18 ] |
| 2021 | Premios BAFTA 2020                         | Mejor director                           | ¿Quo Vadis, Aida?      | En proceso | [ 18 ] |
| 2021 | Premios BAFTA 2020                         | Mejor película en habla no inglesa       | ¿Quo Vadis, Aida?      | En proceso | [ 18 ] |
| 2021 | Premios Óscar                              | Mejor película internacional             | ¿Quo Vadis, Aida?      | En proceso | [ 18 ] |